# Кровя-Гура (Свентокшиське воєводство)
Кровя-Гура (пол. Krowia Góra) — село в Польщі, у гміні Лонюв Сандомирського повіту Свентокшиського воєводства. Населення — 325 осіб (2011).
У 1975-1998 роках село належало до Тарнобжезького воєводства.

## Демографія
Демографічна структура на день 31 березня 2011 року:
|          | Загалом | Допрацездатний вік | Працездатний вік | Постпрацездатний вік |
| -------- | ------- | ------------------ | ---------------- | -------------------- |
| Чоловіки | 172     | 41                 | 109              | 22                   |
| Жінки    | 153     | 23                 | 94               | 36                   |
| Разом    | 325     | 64                 | 203              | 58                   |